# توماس بیمیس
توماس بیمیس (انگلیسی: Thomas Bimis؛ زادهٔ ۱۱ ژوئن ۱۹۷۵) شیرجه‌رو اهل یونان بود.
وی در مسابقات کشوری و بین‌المللی در مجموع برندهٔ ۱ مدال طلا شده‌است.